# Shibui

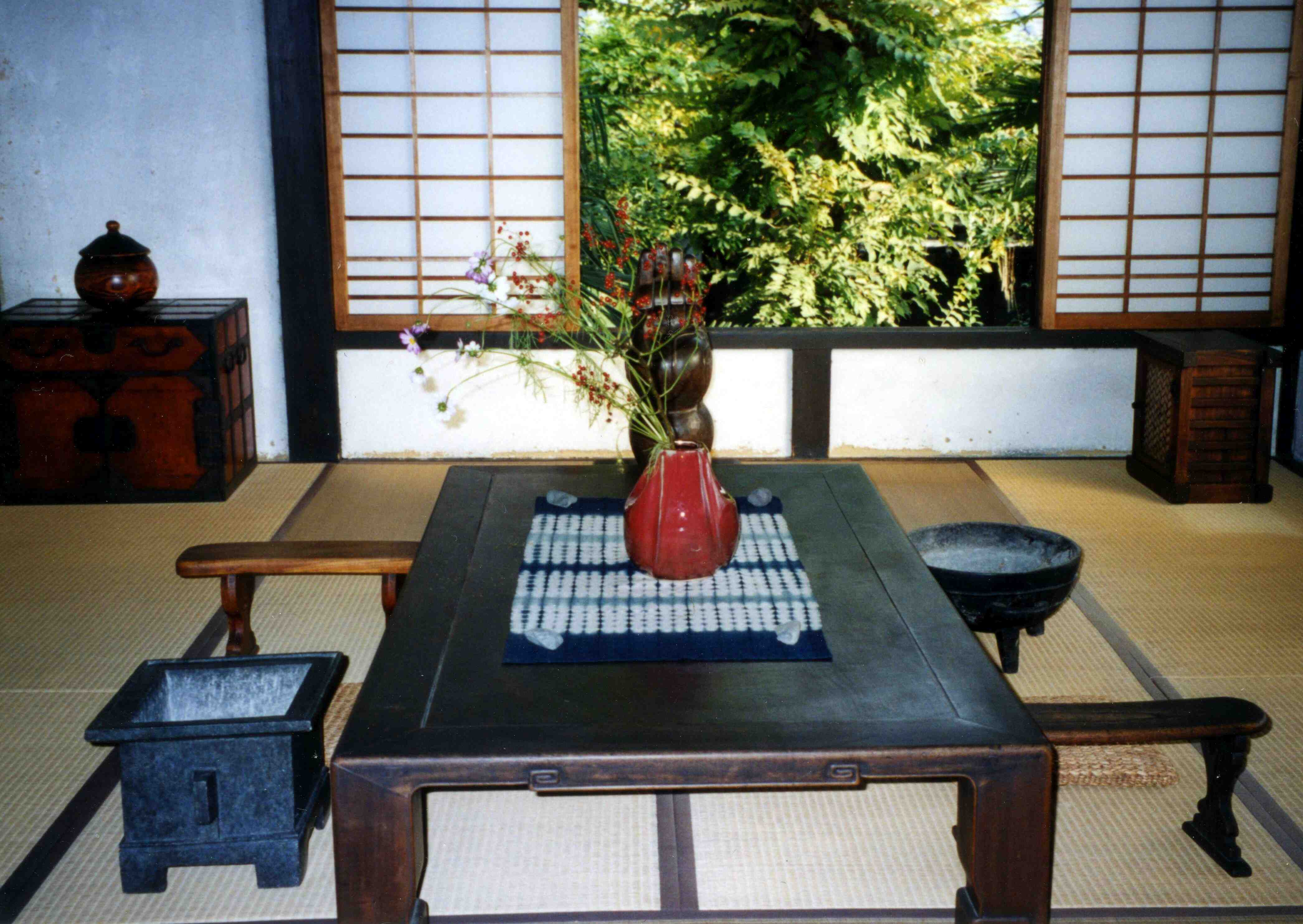
Nội thất shibui ở căn nhà tại Kyoto của Kawai Kanjirō

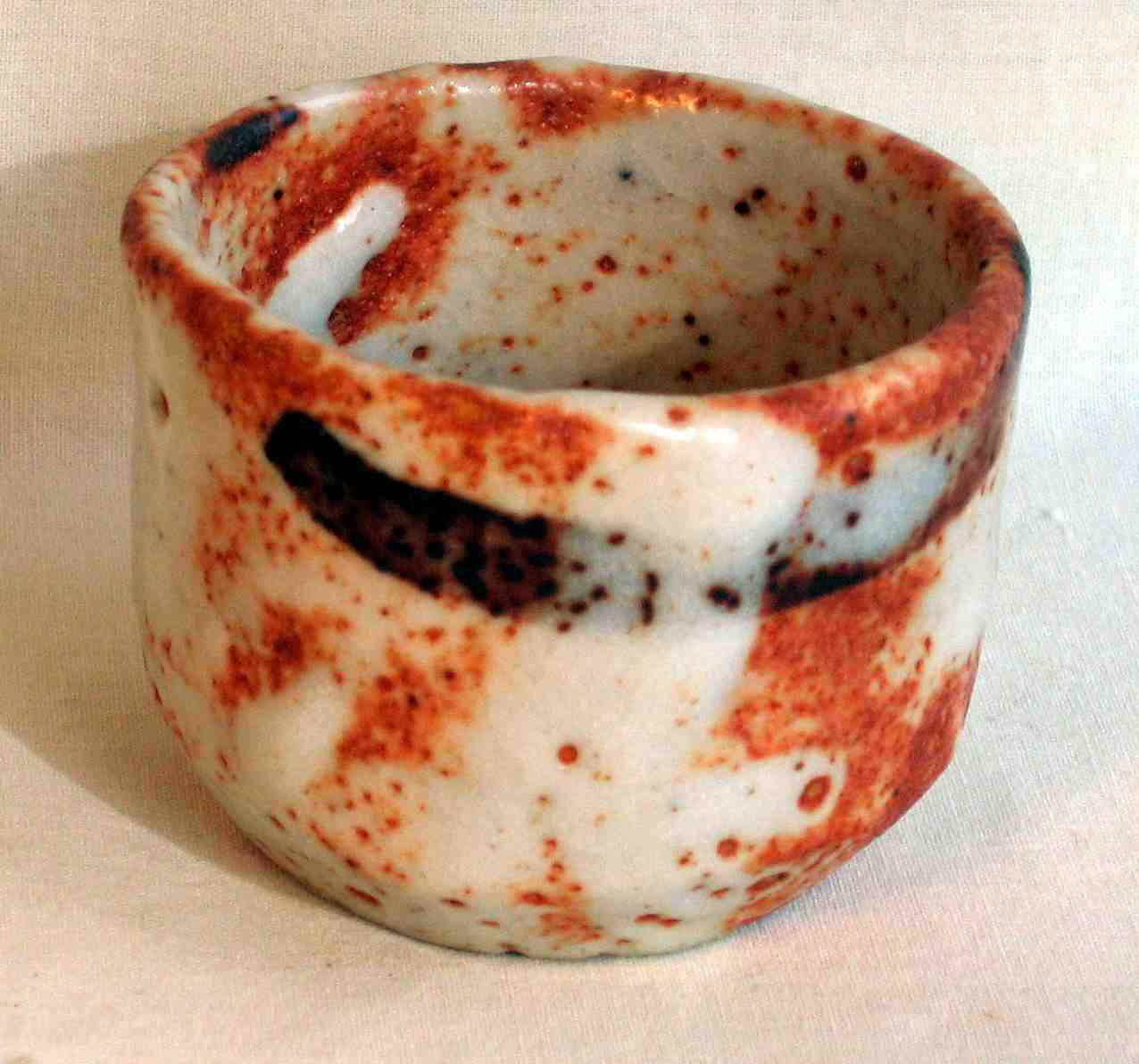
Hình thức và hoạ tiết bất thường cùng màu sắc trầm của chén uống sake Seto loại nhỏ này minh hoạ khái niệm shibusa

Shibui (渋い) (tính từ), shibumi (渋み) (danh từ), hoặc shibusa (渋さ) (danh từ) là những từ tiếng Nhật chỉ một khái niệm mỹ học đặc biệt về vẻ đẹp giản dị, tinh tế và không phô trương. Như các thuật ngữ mỹ học Nhật Bản khác, iki và wabi-sabi, shibui có thể áp dụng cho nhiều đối tượng, không chỉ là nghệ thuật hay thời trang.

## Định nghĩashibuihoặcshibusa
Shibusa là một sự xuất hiện hoặc trải nghiệm được làm phong phú lên (enriched), được làm dịu đi (subdued) của phẩm cách tốt về mặt bản chất với cơ cấu về hình thức, liên kết và nỗ lực, mang đến một sự tĩnh lặng vô tận. Shibusa bao gồm những phẩm chất thiết yếu sau đây: 
- Đối tượng có shibui xuất hiện với sự đơn giản về tổng thể nhưng chúng bao gồm các chi tiết tinh tế, chẳng hạn như kết cấu, mà cân bằng sự lược giản với sự phức tạp.
- Sự cân bằng sự lược giản với sự phức tạp này nhằm đảm bảo rằng vật đó không chỉ gò ép vào một đối tượng shibui mà còn liên tục tìm ra những ngữ nghĩa và vẻ đẹp phong phú mới được tạo nên bởi quá trình phát triển những giá trị thẩm mỹ qua nhiều năm.
- Shibusa không nên bị nhầm lẫn với wabi hoặc sabi. Mặc dù nhiều đối tượng wabi hoặc sabi là shibui, không phải tất cả các đối tượng shibui là wabi hoặc sabi. Đối tượng wabi hoặc sabi có thể khắc khổ hơn và đôi khi cố ý thổi phồng khuyết điểm đến một mức độ mà chúng có thể được làm một cách nhân tạo. Đối tượng shibui không nhất thiết phải hoàn hảo hay không đối xứng, mặc dù chúng có thể chứa đựng những phẩm chất này.
- Shibusa duy trì một sự cân bằng đồng đều giữa các khái niệm thẩm mỹ tương phản nhau, ví dụ như thanh lịch và thô kệch, hoặc tự phát và có tự chủ.

Màu sắc của shibusa là những màu "lờ mờ" (muddy). Ví dụ, trong thiết kế và sơn nội thất, màu xám được thêm vào những gam màu chính để tạo một hiệu ứng ánh bạc, mà gắn các màu sắc khác nhau lại với nhau thành một sự sắp đặt phối hợp. Tuỳ thuộc vào mức độ của màu xám được thêm vào, màu sắc của shibui trải dài từ những màu pastel tới tối. Thỉnh thoảng, một mảng màu sắc tươi sáng được thêm vào để tạo một điểm nổi bật.
Bảy yếu tố của shibusa là sự giản lược (simplicity), sự tuyệt đối (implicity), sự khiêm tốn (modesty), sự im lặng (silence), tính tự nhiên (naturalness), tính đều đặn (everydayness) và sự không hoàn hảo (imperfection).
- Sự giản lược quý phái của shibusa là sự biểu hiện tinh tế về bản chất của các yếu tố trong một trải nghiệm thẩm mỹ mang tới sự tĩnh lặng. Sự quý phái khiêm nhường là điều hiển nhiên trong sự thanh thản u buồn với một chút lấp lánh.
- Sự tuyệt đối cho phép chiều sâu của cảm xúc được nhìn thấy thông qua một thiết kế bề mặt tiết chế, qua đó biểu hiện cốt lõi vô hình mang đến những ngữ nghĩa mới với mỗi cuộc gặp gỡ.
- Người có sự khiêm tốn của shibusa đề cao sự xuất sắc thông qua một sự tỉ mỉ trong việc dành thời gian để tìm hiểu, xem, đọc, hiểu, phát triển, suy nghĩ và kết hợp vào cách nói và cách im lặng liên quan đến bản thân.
- Nơi tôn nghiêm của sự im lặng, bất nhị nguyên (non-dualism) của shibusa—sự phân giải của những mặt đối lập, là trực giác cùng với vẻ đẹp và đức tin như nền tảng cho các giai đoạn của sự thật tiết lộ việc thờ phượng và kính trọng đối với cuộc sống.
- Tính tự nhiên chuyển tải sự tự nhiên trong việc phát triển, không bị thúc ép bởi bất kì điều gì. Sự gồ ghề sạch sẽ của kết cấu và hình dạng không đối xứng bất thường duy trì sự tự do choshibusa trong đó trung tâm nằm ngoài tất cả những thứ kĩ lưỡng ở vô cực.
- Tính đều đặn thúc đẩy những vật bình thường tới một nơi của danh dự, tách biết khỏi tất cả các đặc tính nhân tạo và không cần thiết, do đó việc truyền đạt niềm vui tinh thần cho ngày hôm nay sẽ giúp may mắn hơn vào ngày mai. Tính đều đặn của shibusa cung cấp một khuôn khổ, một truyền thống cho một tác phẩm của người nghệ sĩ để trở thành một đơn vị, không phải một quá trình. Mizuo Hiroshi lập luận rằng, các ví dụ tốt nhất của shibusa được tìm thấy trong các nghề thủ công, là những đối tượng thông thường được tạo ra để sử dụng; đồng thời, vì được sản xuất hàng loạt, chúng có xu hướng tự do và khỏe mạnh hơn nhiều so với các ngành nghệ thuật truyền thống.[1]
- Sự không hoàn hảo được minh hoạ trong tiểu thuyết phong cách gothic của Nathaniel Hawthorne, The Marble Faun. Chương "Một tập đoàn mỹ học" ("An Aesthetic Company") đề cập đến một số bức vẽ theo lối cổ bị rách và trong tình trạng tồi tệ và những sự tượng trưng cũng như đức tính của chúng.

"Mùi hương đặc biệt và thơm mát của tư tưởng mới mẻ có thể nhận ra trong những thiết kế này, sau ba thế kỷ hao mòn. Sự quyến rũ nằm một phần trong tính rất không hoàn hảo của chúng; bởi chúng mang tính gợi mở và khiến trí tưởng tượng hoạt động; trong khi đó, bức tranh đã hoàn thành, nếu là một bức tranh tốt, khiến người xem chẳng phải làm gì, và, nếu không tốt, làm họ bối rối, ngây dại, tỉnh ngộ, và chán nản."

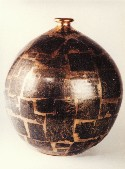
Bình mạ sắt và vàng lá thể hiện "tính hoàn toàn của shibusa", Dorothy Bearnson, 1983

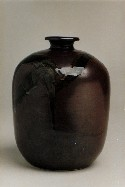
Bình mạ sắt thể hiện "sự khiêm tốn của shibusa", Dorothy Bearnson, 1988.

Sự không hoàn hảo trong shibusa được Yanagi Sōetsu trong Nghệ nhân vô danh đề cập đến như "vẻ đẹp với những hàm ý bên trong". Nó không phải là một vẻ đẹp bên ngoài cho người xem thấy bởi tác giả của nó; sáng tạo ở đây có nghĩa là làm cho một tác phẩm sẽ tự dẫn dắt người xem thấy được vẻ đẹp thoát ra khỏi chính nó. Vẻ đẹp của shibui, như trong vẻ đẹp của trà đạo, "là vẻ đẹp làm nên người nghệ nhân trong lòng mỗi người xem".
Trong cuốn sách Iberia, tính từ 'shibui' được James A. Michener đề cập đến như sau: "Tiếng Nhật có một từ mà tóm tắt tất cả những gì tốt đẹp nhất trong cuộc sống ở Nhật Bản, nhưng nó không có lời giải thích và không thể được dịch. Đó là từ shibui, và cách giải nghĩa gần đúng nhất về nó là 'thẩm mỹ tốt về sự gay gắt' ('acerbic good taste')." Tác giả Trevanian (bút danh của Tiến sĩ Rodney William Whitaker) viết trong cuốn tiểu thuyết best-selling năm 1979 Shibumi, “Shibumi phải thực hiện với sự tinh chế lớn lấy nền tảng từ những sự xuất hiện phổ biến.” Trong cuốn truyện ngụ ngôn kinh doanh The Shibumi Strategy, tác giả Matthew May viết rằng shibumi "đã đến để biểu thị những điều mà phô bày trong sự nghịch lý và tất cả cùng một lúc có đặc điểm tốt nhất của tất cả mọi thứ và không có gì: sự giản lược mang tính quý phái. Sự ấn tượng không chút mệt nhọc. Sự hoàn hảo được giảm bớt. Sự không hoàn hảo đẹp đẽ."
Shibui là một sự biểu lộ hoặc 'cảm thức được cảm nhận' (felt sense) của sự phát triển hoàn thiện. Những gì được biểu lộ chính là yếu tố 'Sống' nằm sau những phẩm chất của bất kì trải nghiệm nào. Một 'cảm thức được cảm nhận' của các phẩm chất, chẳng hạn như vẻ đẹp tĩnh lặng với sự thông thái, tình yêu, ánh sáng và niềm vui. Những phẩm chất này có thể dễ dàng được biểu lộ hơn khi ngắm nhìn một cách tĩnh lặng hiện tượng hoặc những đối tượng đơn giản, tự nhiên xuất hiện hằng ngày, chẳng hạn như một cảnh bình minh hoặc một món đồ gốm đơn giản. Shibui đôi khi có thể được biểu lộ một cách đơn giản hơn bởi hai người trong một trạng thái thiền định (tĩnh lặng trong cảm xúc và tâm trí của mình) trong khi ngắm nhìn các hiện tượng hoặc đối tượng tương tự. Ví dụ, khi ngắm nhìn cùng một cảnh hoàng hôn hoặc một món đồ nghệ thuật, một cách thuộc về tiềm thức, cả hai người đều biểu lộ các phẩm chất của 'Sống' hoặc sự tuyệt đối ẩn giấu trong trải nghiệm hoặc đối tượng; sự biểu lộ của yếu tố 'Sống' tiềm ẩn này lắng đọng vào ý thức như việc biểu lộ thứ gì đó 'bất thường' trong cái 'thông thường' hằng ngày. Nếu cả hai người đều biểu lộ được, thì sau đó nhìn vào đôi mắt người còn lại, bạn hiểu được cả hai đều sẻ chia cùng một hiện tượng, một 'hiểu biết' của yếu tố 'Sống' tiềm ẩn, hoặc ít nhất những phẩm chất của yếu tố 'Sống' tiềm ẩn đó. Những phẩm chất được biểu lộ có thể có vẻ nghịch lý. Những trải nghiệm hoặc đối tượng phức tạp có vẻ đơn giản; sự hoàn hảo được tìm thấy trong sự không hoàn hảo. Tất cả những đối tượng và trải nghiệm, cả đều đặn và bất thường, có thể có một vẻ đẹp, một ý định yên tĩnh có mục đích, một niềm vui 'vấn đề của thực tế' tuyệt vời ẩn giấu.
Nghệ nhân gốm, nhạc sĩ, họa sĩ, nghệ nhân bonsai và những nghệ sĩ khác thường làm việc để mang shibui vào trong tác phẩm nghệ thuật của họ. Một vài người ẩn giấu những phẩm chất này để mang tới yếu tố 'Sống' tiềm ẩn vào tác phẩm của họ. Các ca sĩ, diễn viên, nghệ nhân gốm và các nghệ nhân xuất sắc của các ngành nghệ thuật khác thường được nói rằng họ có shibui; chuyên môn của họ tạo cho họ để làm những điều đẹp đẽ mà không làm cho họ quá đáng hoặc cầu kỳ. Ngày nay, đôi khi thậm chí những cầu thủ bóng chày được nói ràng họ có shibui khi họ đóng góp vào thành công chung của đội bóng mà không làm bất cứ điều gì để làm cho bản thân mình nổi bật. Sự dễ dàng không cần cố gắng một cách hiển nhiên thể hiện bởi các vận động viên như tay vợt tennis Roger Federer và cầu thủ hockey vĩ đại Wayne Gretzky là ví dụ của shibumi trong những màn trình diễn cá nhân. Shibui, và yếu tố 'Sống' tiềm ẩn, được tìm thấy trong tất cả các bộ môn nghệ thuật và trong tất cả mọi thứ xung quanh chúng ta - bao gồm cả bản thân chúng ta. Bước chân trên con đường để hiểu được và trải nghiệm shibui, là một bước tiến trong sự hiểu biết và biểu lộ một cách có ý thức yếu tố 'Sống' tiềm ẩn sau tất cả.

## Lịch sử thuật ngữ

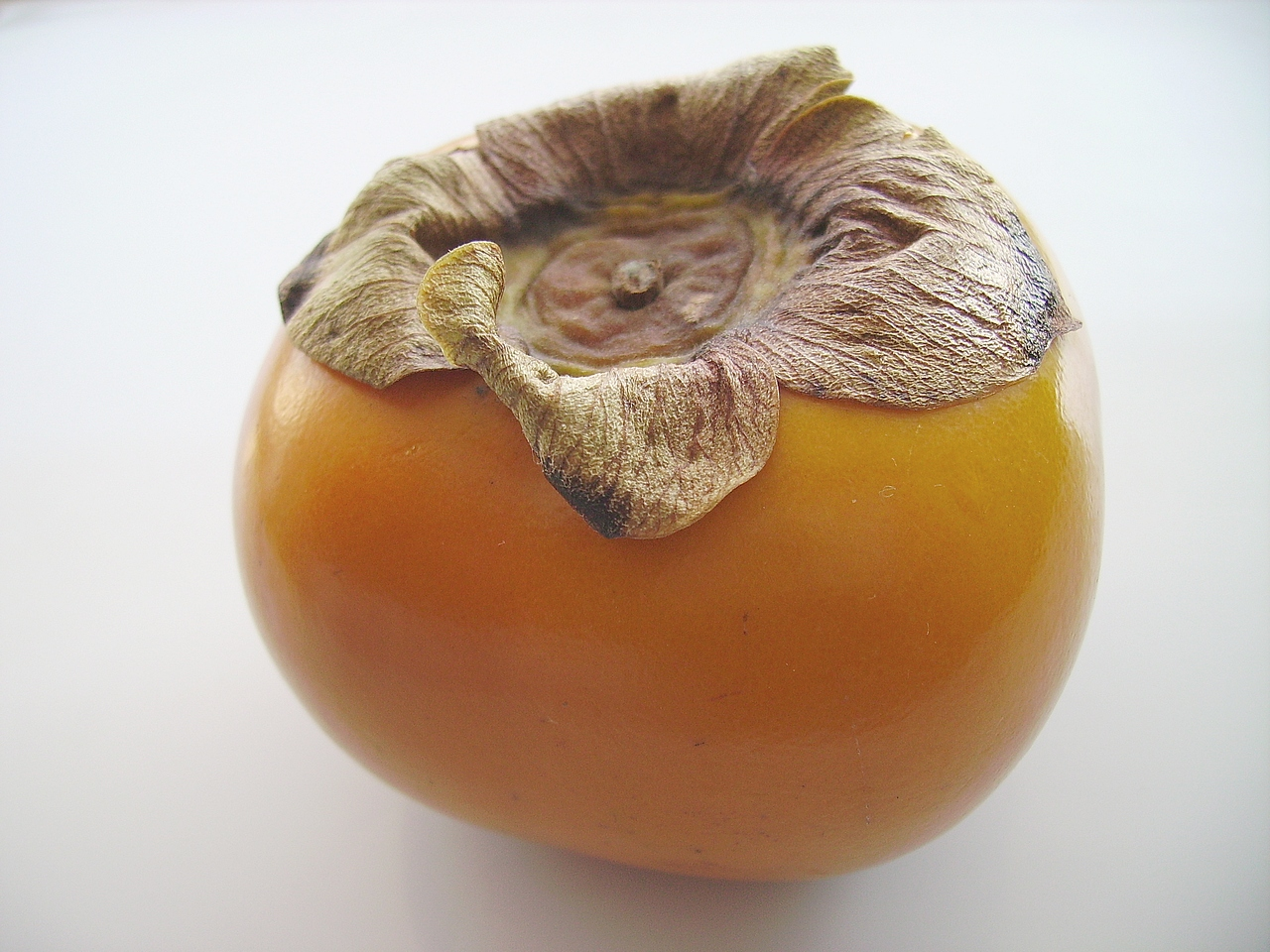
Một trái cây Shibui gần chín, trái hồng

Có nguồn gốc từ thời kỳ Muromachi (1336–1573) như shibushi, thuật ngữ này ban đầu đề cập đến một hương vị chua hoặc chát, chẳng hạn như một quả hồng chưa chín. Shibui duy trì nghĩa của chữ vẫn còn, và vẫn là phản nghĩa của amai (甘い), nghĩa là 'ngọt'.
Tuy nhiên, vào đầu thời kỳ Edo (1615-1868), thuât ngữ này đã dần dần bắt đầu đề cập đến một thẩm mỹ làm vừa lòng. Người dân Edo bày tỏ thị hiếu của họ trong việc sử dụng thuật ngữ này để chỉ bất cứ điều gì từ bài hát cho tới thời trang và nghề thủ công mà đẹp một cách không thật, hoặc là chính xác những gì mà nó mang nghĩa và không xây dựng trên. Về cơ bản, lý tưởng thẩm mỹ của shibumi tìm ra sự kiện, biểu diễn, con người hoặc đối tượng mà đẹp một cách trực tiếp và đơn giản, không phô trương.
Với các trích dẫn cụ thể đề cập ở đầu bài viết, bản nghiên cứu và quan sát của Yanagi Soetsu được dịch ra bởi Bernard Leach trong en:The Unknown Craftsman là nguồn gốc nền tảng.
Khái niệm shibusa được giới thiệu tới phương Tây vào tháng 8 và 9 năm 1960, xuất bản trên tạp chí của Mỹ House Beautiful.